# Lorenzos Öl
Lorenzos Öl ist eine 4:1-Mischung aus Glycerinestern der Ölsäure und Erucasäure zur Unterdrückung der Symptomatik der Adrenoleukodystrophie (ALD), einer erblichen Störung des Fettsäurestoffwechsels. Die enthaltenen beiden langkettigen einfach ungesättigten Fettsäuren sollen das Aufkommen überlangkettiger gesättigter Fettsäuren reduzieren, indem sie durch Enzymhemmung deren Bildung unterdrücken. Überlangkettige gesättigte Fettsäuren liegen beim Bestehen einer ALD in erhöhter Konzentration vor. Der Name Lorenzos Öl geht auf den bekannten ALD-Patienten Lorenzo Odone zurück, dessen Eltern die Mischung durch Experimente mit verschiedenen Oliven- und Rapsölen entwickelten.
Konsens für die Internationalen Leitlinien ist, dass Daten zur Wirksamkeit nicht ausreichend sind, um eine diätetische Therapie mit Lorenzo-Öl zu empfehlen. Zwar senken die im Öl enthaltenen ungesättigten Fettsäuren in Kombination mit einer fettarmen Ernährung die krankhaft erhöhten Plasmaspiegel der überlangkettigen gesättigten Fettsäuren bei den meisten Patienten auf nahezu normale Werte, aber kontrollierte klinische Studien, die eine Besserung des Krankheitsverlaufes zeigen, fehlen.
Eine großangelegte plazebokontrollierte Studie sollte endgültigen Aufschluss über die Wirksamkeit geben, wurde jedoch aufgrund der befürchteten Nebenwirkungen bei den nur mit Placebo behandelten Patienten abgebrochen.

## Entwicklung von Lorenzos Öl durch die Familie Odone
Lorenzo Odone war der wohl bekannteste ALD-Patient. Er wurde am 29. Mai 1978 auf den Komoren geboren. Im Alter von fünf Jahren machten sich erste Symptome bei ihm bemerkbar. Er stieß an Möbel an und verlor kurz danach Augenlicht und Hörsinn.
Die Ärzte diagnostizierten bei dem Jungen ALD, eine seltene, bei Männern auftretende und unheilbare Erbkrankheit, bei der der Fettstoffwechsel gestört ist und die früher oder später zum Tod führen würde. Im Falle von Lorenzo schätzten seine Ärzte seine weitere Lebenserwartung auf maximal zwei Jahre. Lorenzos Vater Augusto Odone, selbst kein Mediziner, recherchierte daraufhin umfangreich in Bibliotheken und der damaligen Fachliteratur und setzte sich mit weiteren Betroffenen und Fachleuten in Verbindung.
Demographische Studienergebnisse legten ihm nahe, dass gewisse Nahrungsbestandteile das Krankheitsbild zu lindern vermochten. Chemische Analysen ergaben, dass es sich um bestimmte Inhaltsstoffe pflanzlicher Öle handelte; der massenhafte Konsum durch Millionen von Menschen, wenn auch in kleiner Menge, legte eine Unbedenklichkeit nahe. Die Extraktion der Ölbestandteile für gezielte Wirksamkeitsversuche wurde in Auftrag gegeben.
Eine Blutsverwandte von Odones Familie, die den Gendefekt rezessiv in sich trug und deshalb weder symptomatisch noch „krank“ war, entschloss sich zum Selbstversuch. Mehrere aufeinanderfolgende Einnahmen des Ölgemisches vertrug sie gut, so dass im Folgenden Wirksamkeitsversuche an ALD-Patienten durchgeführt werden konnten. Eine unmittelbare medizinische oder gar klinische Beobachtung war lediglich im Rahmen der von Odone geknüpften Beziehungen zu anderen Patienten gegeben. Das extrahierte Öl wurde nach Lorenzo Odone in Lorenzos Öl benannt und unter diesem Namen von Augusto Odone patentiert.
Lorenzo Odone starb im Alter von 30 Jahren am 30. Mai 2008 an einer Aspirationspneumonie.

## Medien
- Der Kampf der Familie Odone um verbesserte Behandlungsmöglichkeiten von ALD wurde 1992 von George Miller unter dem Namen Lorenzos Öl mit Nick Nolte, Susan Sarandon und Peter Ustinov in den Hauptrollen verfilmt.
- 1996 wurde das Thema im Lied Lorenzo (Album: Dance Into the Light) von Phil Collins aufgegriffen.

## Erstattungsfähigkeit in Deutschland
Mit Urteil des Bundessozialgerichtes in Kassel zu Lorenzos Öl vom 28. Februar 2008 steht endgültig fest, dass diese Mischung nicht von den gesetzlichen Krankenkassen bezahlt wird, weil es weder als Arzneimittel noch als diätisches Lebensmittel erstattungsfähig ist. Ein anderslautendes Urteil des Hessischen Landessozialgerichts vom Januar 2007 wurde damit hinfällig.